# Pachyrhizodus
Genre
Espèces de rang inférieur
Pachyrhizodus est un genre fossile d'actinoptérygiens ayant vécu du Crétacé au Paléocène dans ce qui est aujourd'hui l'Europe, l'Amérique du Nord, l'Amérique du Sud et l'Océanie. De nombreuses espèces sont connues, principalement du Crétacé d'Angleterre et du Midwest des États-Unis.

## Systématique
Le genre Pachyrhizodus a été créé en 1850 par le paléontologue américain Louis Agassiz (1807-1873) dans une publication du géologue britannique Frederick Dixon (d) (1799-1849) et avec pour espèce type Pachyrhizodus basalis,.

## Liste d'espèces
- † Pachyrhizodus basalis Agassiz in Dixon, 1850 - espèce type
- † Pachyrhizodus caninus Cope, 1872
- † Pachyrhizodus curvatus Loomis, 1900
- † Pachyrhizodus dibleyi Loomis, 1900
- † Pachyrhizodus etayoi Páramo, 1997
- † Pachyrhizodus grawi Bartholomai, 2012
- † Pachyrhizodus kingi Cope, 1872
- † Pachyrhizodus leptognathus Stewart, 1898
- † Pachyrhizodus leptopsis Cope, 1874
- † Pachyrhizodus minimus Stewart, 1899
- † Pachyrhizodus subulidens Owen, 1842

## Étymologie
Le nom générique, Pachyrhizodus, dérive du grec ancien παχύς, pakhús, « épais, gras », ῥίζα, rhiza, « racine », et ὀδούς, odoús, « dent ».

## Publication originale
: document utilisé comme source pour la rédaction de cet article.
- (en) Frederick Dixon, The geology and fossils of the Tertiary and Cretaceous formations of Sussex, Londres, Longman, Brown, Green and Longmans, 1850, 423 p. (lire en ligne). .